# RAF Leuchars
La RAF Leuchars (Royal Air Force Station Leuchars) était une base de la Royal Air Force (RAF) située à Leuchars, en Écosse.

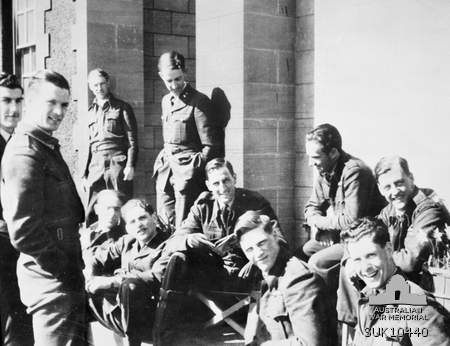
équipages du No. 42 Squadron RAF à la base en 1942.
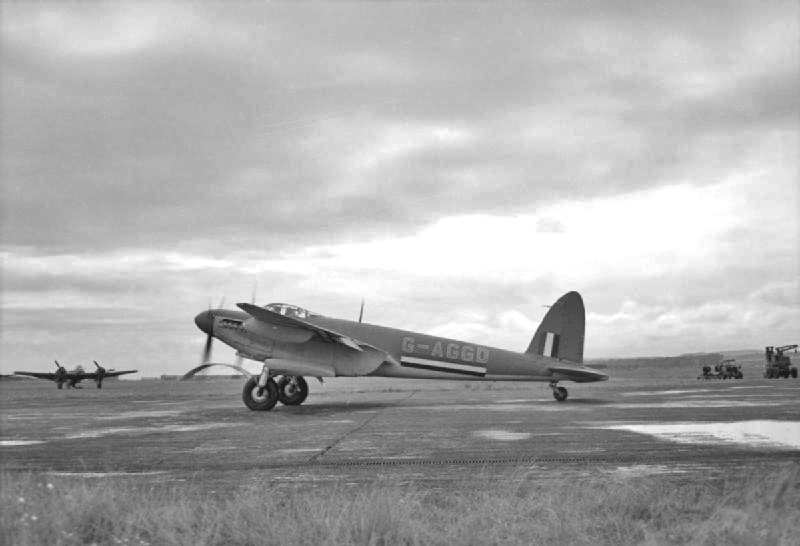
Mosquito et
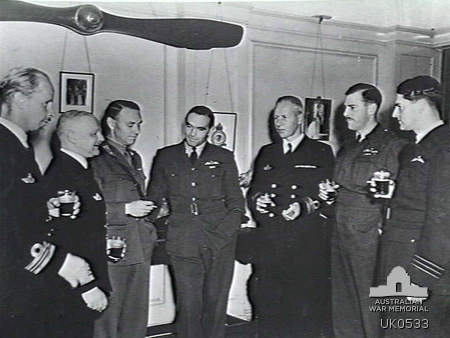
les aviateurs norvégiens Finn Lambrechts, Wilhelm von Tangen Hansteen et Finn Lützow-Holm en 1943.

Tout au long de la guerre froide et les années suivantes, la base est destinée aux avions de chasse surveillant l'espace aérien du nord du Royaume-Uni.
La base a cessé d'être une base de la RAF en mars 2015, lorsqu'elle est devenue la Leuchars Station (en) à son transfert à l'armée britannique.